# Gian Giorgio Trissino
Gian Giorgio, ufficialmente Giovanni Giorgio, in molti testi anche Giangiorgio, Trissino dal Vello d'Oro (pronuncia Trìssino, /ˈtrisːino/) (Vicenza, 8 luglio 1478 – Roma, 8 dicembre 1550) è stato un umanista, poeta e drammaturgo italiano.
Protagonista di spicco della cultura rinascimentale, notissimo al tempo, esimio grecista e dantista, il Trissino incarnò perfettamente il modello dell'intellettuale universale di tradizione umanistica. Si interessò di linguistica e di grammatica, di architettura e di filosofia, di musica e di teatro, di filologia e di traduzioni, di poesia e di metrica, di numismatica, di poliorcetica, e di molte altre discipline. Nota era, anche presso i contemporanei, la sua erudizione sterminata, specie per quel che riguarda la cultura e la lingua greche, sull'esempio delle quali voleva rimodellare la poesia italiana.
Fu anche un grande diplomatico e oratore politico in contatto con tutti i grandi intellettuali della sua epoca quali Niccolò Machiavelli, Luigi Alamanni, Giovanni di Bernardo Rucellai, Ludovico Ariosto, Pietro Bembo, Giambattista Giraldi Cinzio, Demetrio Calcondila, Niccolò Leoniceno, Pietro Aretino, il condottiero Cesare Trivulzio, papa Leone X, papa Clemente VII, papa Paolo III, e l'imperatore Carlo V d'Asburgo. Fu ambasciatore per conto del papato, della Repubblica di Venezia e degli Asburgo, di cui fu un fedelissimo, come tutta la sua famiglia da generazioni. Scoprì e protesse l'architetto Andrea Palladio, appena adolescente, nella sua villa di Cricoli, vicino a Vicenza, che venne da lui portato nei suoi viaggi e fu da lui iniziato al culto della bellezza greca e delle opere di Marco Vitruvio Pollione.

## Biografia
Giovanni Giorgio Trissino nacque a Vicenza l'8 luglio 1478 da antica e nobile famiglia. Suo nonno Giangiorgio combatté nella prima metà del XV secolo il condottiero Niccolò Piccinino, che al servizio dei Visconti di Milano invase alcuni territori vicentini, e riconquistò la valle di Trissino, feudo avito. Suo padre Gaspare (1448-1487) era anch'egli uomo d'armi e colonnello al servizio della Repubblica di Venezia e nel 1468 sposò Cecilia Bevilacqua, di nobile famiglia veronese. Ebbe un fratello, Girolamo, scomparso prematuramente, e tre sorelle: Antonia († 1516), Maddalena († 1512), andata in sposa al padovano Antonio degli Obizzi, ed Elisabetta, poi suor Febronia in San Pietro nel 1495 e dal 1518 rifondatrice insieme a Domicilla Thiene di San Silvestro.

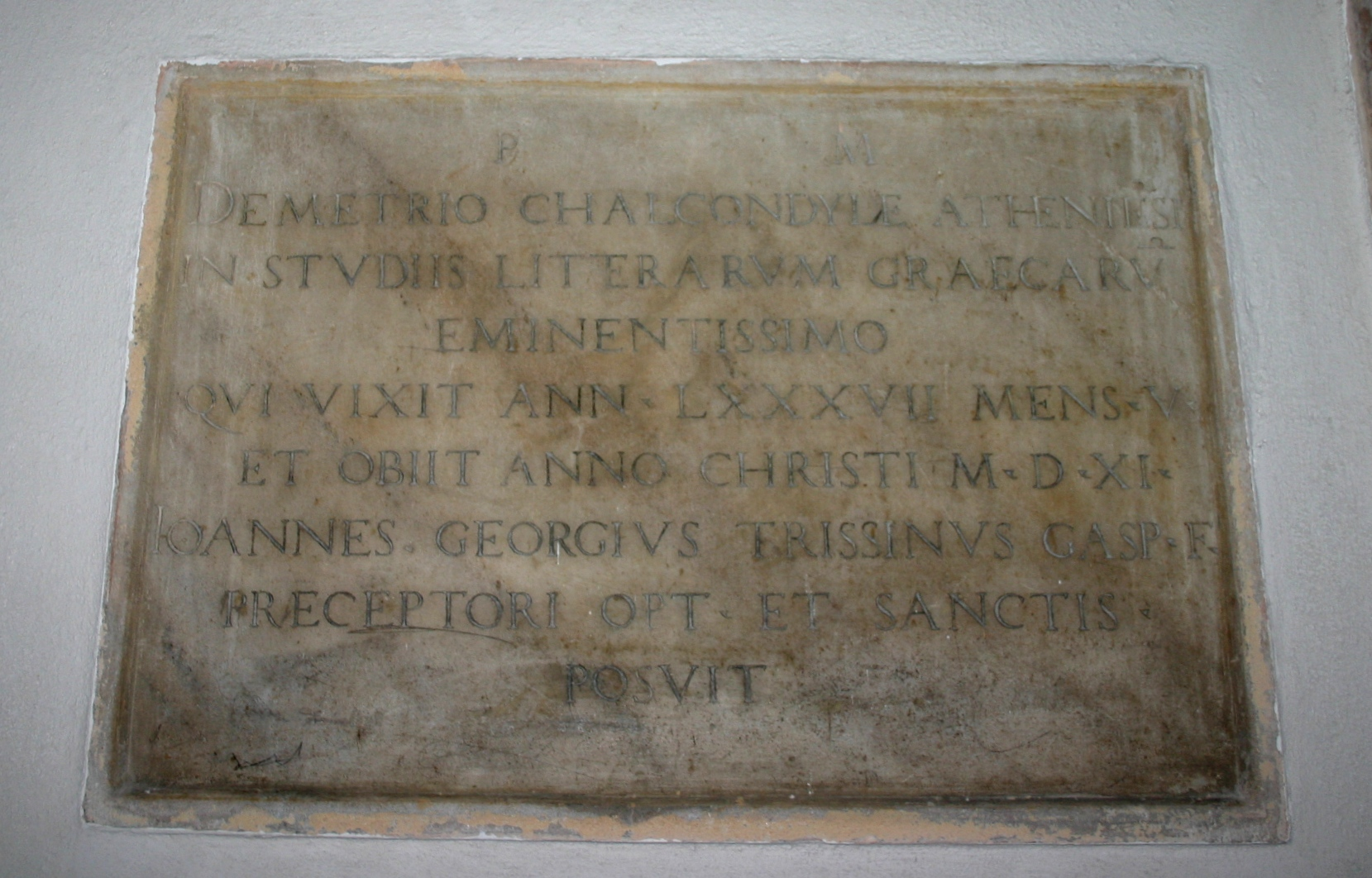
Targa marmorea che Trissino fece realizzare a ricordo del suo maestro Demetrio Calcondila nella chiesa di Santa Maria della Passione a Milano

Trissino studiò greco a Milano sotto la guida del dotto bizantino Demetrio Calcondila, sodale di Marsilio Ficino, e poi filosofia a Ferrara sotto Niccolò Leoniceno. Da questi maestri imparò l'amore per i classici e la lingua greca, che tanta parte ebbero nel suo stile di vita. Alla morte di Calcondila nel 1511, Trissino fece murare una targa nella chiesa di Santa Maria della Passione a Milano, dove fu sepolto il suo maestro. Il 19 novembre 1494 sposò Giovanna, figlia del giudice Francesco Trissino, lontana cugina, da cui ebbe cinque figli: Cecilia (nata nel 1495, visse 20 giorni), Gaspare (nato nel 1497, visse 10 giorni), Francesco (1500-1514), Vincenzo (nato nel 1502, visse 10 giorni) e Giulio (1504-1576). Giovanna morì il 12 aprile 1505.

Trissino sosteneva l'Impero come istituzione, come d'altronde era tradizione nella sua famiglia da generazioni, ma ciò venne interpretato in spirito antiveneziano e, per questo, egli fu temporaneamente esiliato dalla Serenissima. Nel 1515, durante uno dei suoi viaggi in Germania, l'imperatore Massimiliano I d'Asburgo lo autorizzò all'aggiunta del predicato "dal Vello d'Oro" al proprio cognome e alla relativa modifica dello stemma gentilizio (aurei velleris insigna quae gestare possis et valeas), che nella parte destra riporta su fondo azzurro un albero al naturale con fusto biforcato sul quale è posto un vello in oro, il tronco accollato da un serpente d'argento e con un nastro d'argento tra le foglie, caricato del motto "ΠAN TO ZHTOYMENON AΛΩTON" in lettere maiuscole greche nere, preso dai versi 110 e 111 dell'Edipo re di Sofocle che significa "Chi cerca trova", privilegi trasmissibili ai propri discendenti.

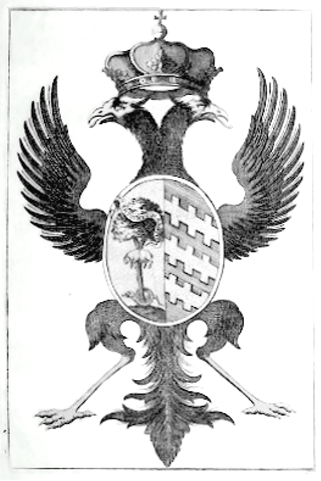
Stemma di Giangiorgio Trissino dal Vello d'Oro come appare nel volume dedicatogli da P.F. Castelli nel 1753

In quegli stessi anni intraprese diversi viaggi tra Venezia, Bologna, Mantova, Milano (dove conobbe Cesare Trivulzio, comandante francese) e Padova (dove riscoprì il De vulgari eloquentia di Dante Alighieri). Poi si recò a Firenze ed entrò nel circolo degli Orti Oricellari (i giardini di Palazzo Rucellai) in cui si riunivano, in un clima di marca neoplatonica e di classicismo erudito, Niccolò Machiavelli e i poeti Luigi Alamanni, Giovanni di Bernardo Rucellai e altri. Qui il Trissino discusse il De vulgari eloquentia e compose la tragedia Sofonisba (1513-1514). Questi anni agli Orti Oricellari furono centrali, sia per quanto il poeta ricevette intellettualmente, sia per la forte impronta che lasciò sui suoi sodali: si vedano le tragedie di Giovanni di Bernardo Rucellai e il poemetto le Api (in endecasillabi sciolti, concluso dalle lodi del Trissino, cfr. il paragrafo sul profilo religioso del Trissino) o le poesie pindariche di Luigi Alamanni, o ancora i punti di contatto fra le tante digressioni erudite sull'arte militare contenute nell'Italia liberata dai Goti che rimandano all'Arte della guerra del Machiavelli, elaborata proprio in quegli anni. Anzi, le idee linguistiche del poeta spronarono lo stesso Machiavelli a scrivere anche lui un Dialogo sulla lingua, nel quale difende l'uso del fiorentino moderno.
In seguito si recò a Roma, dove stampò nel 1524 la Sofonisba (dedicandola papa Leone X), la prima tragedia regolare, e la famosa Epistola de le lettere nuovamente aggiunte ne la lingua italiana (dedicata a Clemente VII), un arditissimo libello in cui si suggeriva l'inserimento nell'alfabeto latino di alcune lettere greche per segnalare alcune differenze di lettura (vedi sotto). Intanto il figlio Giulio, l'unico tra quelli della prima moglie ad arrivare ad età adulta, era stato avviato dal padre alla carriera ecclesiastica e, dopo il suo soggiorno a Roma sempre presso papa Clemente VII, divenne arciprete della cattedrale di Vicenza.
Sempre a Roma, nel 1529 Trissino diede alle stampe alcuni testi fondamentali: la versione riveduta della Epistola, la traduzione del De vulgari eloquentia, Il castellano (dialogo sulla lingua, dedicato a Cesare Trivulzio e ispirato a quello dantesco), le Rime (dedicate al cardinale Niccolò Ridolfi) e le prime quattro parti della Poetica (il primo trattato ispirato alla Poetica di Aristotele, da poco riscoperta), con le quali il programma di riforma letteraria classicheggiante avviato con la Sofonisba può dirsi quasi concluso. Per i prossimi venti anni il poeta non stamperà più nulla.
Queste opere sollevarono un grande clamore per la loro arditezza e disorientarono (o meglio: orientarono diversamente) la nascente letteratura italiana: nessuno aveva osato finora riformare addirittura l'alfabeto, né aveva avuto ardire di cancellare l'intero sistema dei generi in uso fin dal Medioevo (le sacre rappresentazioni e il poema cavalleresco) per farne sorgere dal nulla dei nuovi, cioè poi quelli antichi (la tragedia, la commedia e il poema epico). Da questi libelli prese avvio la secolare questione della lingua italiana.
Nel febbraio 1530 a Bologna, nel corso dell'incoronazione di Carlo V a Re d'Italia e Sacro Romano Imperatore, egli ebbe il privilegio di reggere il manto pontificale a Clemente VII e nel 1532 Carlo lo nominò conte palatino e cavaliere dell'Ordine Equestre della Milizia Aurata.
Secondo quanto riportato dallo storico Castellini, Trissino rifiutò posizioni di potere offertegli dai pontefici a seguito dei successi riportati come diplomatico (Nunzio e Legato), ad esempio l'arcivescovado di Napoli, il vescovado di Ferrara o la porpora cardinalizia, in quanto desideroso di una propria discendenza ed essendo il figlio Giulio avviato nella gerarchia ecclesiastica. Rientrato a Vicenza Trissino sposò il 26 marzo 1523 Bianca, figlia del giudice Nicolò Trissino e di Caterina Verlati, già vedova di Alvise di Bartolomeo Trissino (morto a 45 anni nel 1522). Da Bianca ebbe due figli: Ciro (1524-1576) e Cecilia (1526-1542). Alla nomina di Ciro come erede universale, si scatenarono le ire di Giulio che per lungo tempo lottò in tribunale contro il padre e il fratellastro per poi morire in odore di eresia calvinista. Anche a seguito delle divergenze causate dai cattivi rapporti con Giulio, la coppia si divise nel 1535 quando Bianca si trasferì a Venezia, dove morì il 21 settembre 1540.
Trissino manifestò il proprio fervente sostegno all'Impero dedicando, qualche anno prima della morte, a Carlo V il suo poema in 27 canti L'Italia liberata dai Goti, il primo poema regolare, iniziato agli inizi del Cinquecento ma pubblicato nel 1547-1548, destinato, come si vede fin dal titolo, a essere importante per la Gerusalemme liberata di Torquato Tasso. Nel 1548 stampò anche la commedia I Simillimi, anch'essa la prima commedia regolare.

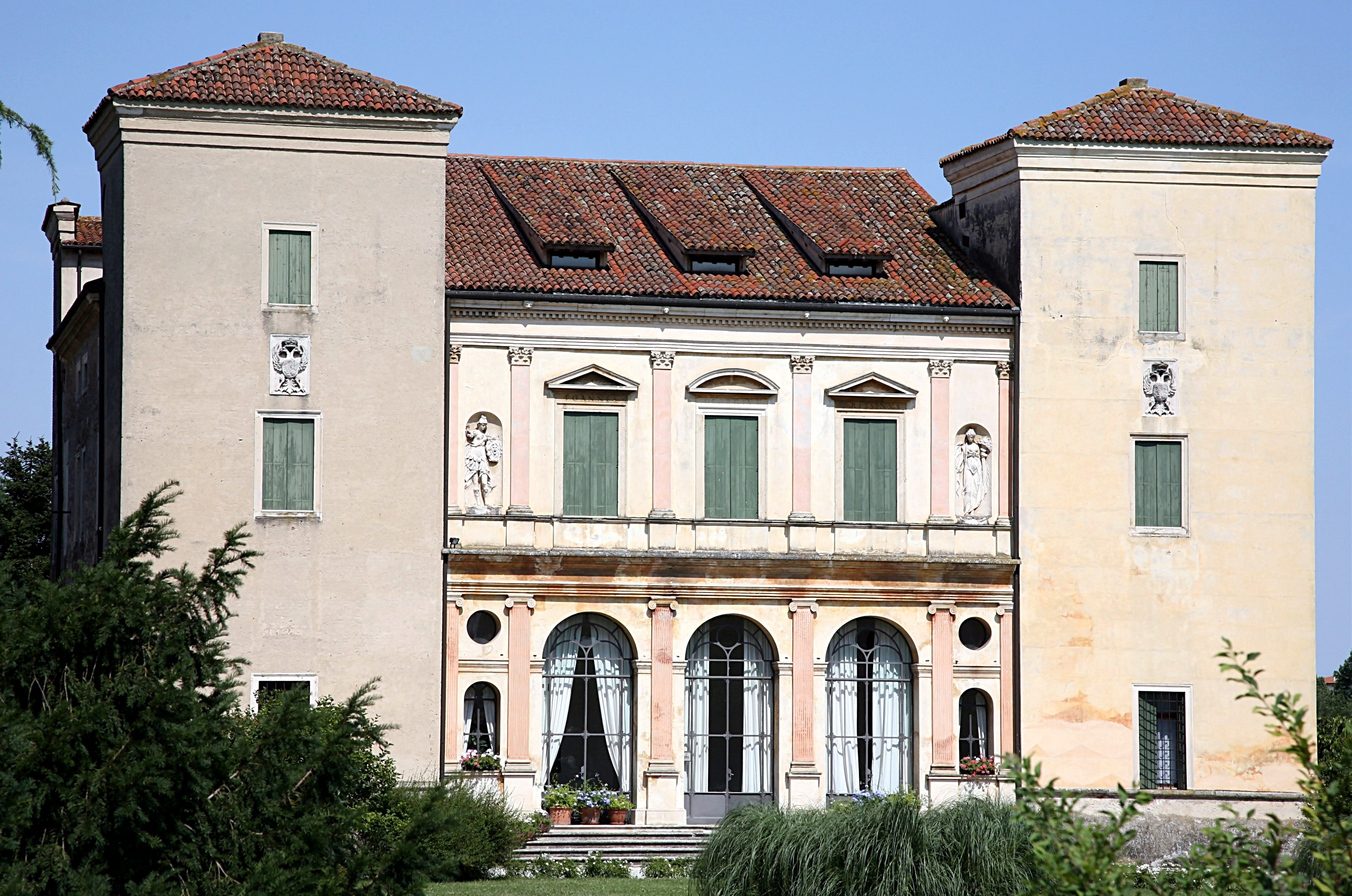
Villa Trissino di Cricoli (VI)

Intanto nella villa di Cricoli alle porte di Vicenza, già dei Valmarana e dei Badoer e acquistata nel 1482 dal padre Gaspare, si radunava una delle più prestigiose Accademie vicentine. Qui Trissino scoprì uno dei più grandi talenti della storia dell'architettura, Andrea Palladio, di cui fu mentore e mecenate, che portò con sé nei suoi viaggi a Roma perché apprendesse i canoni dell'architettura classica e le regole statuite da Marco Vitruvio Pollione nel suo trattato De Architectura.
Morì a Roma l'8 dicembre 1550 e fu sepolto nella Chiesa di Sant'Agata alla Suburra.
Nel 1562 vennero alla luce le ultime due parti della sua Poetica, la quinta e la sesta (dedicate ad Antonio Perenoto, vescovo di Arras), che erano comunque già pronte nel 1529, come si evince dalla chiusura della quarta parte.

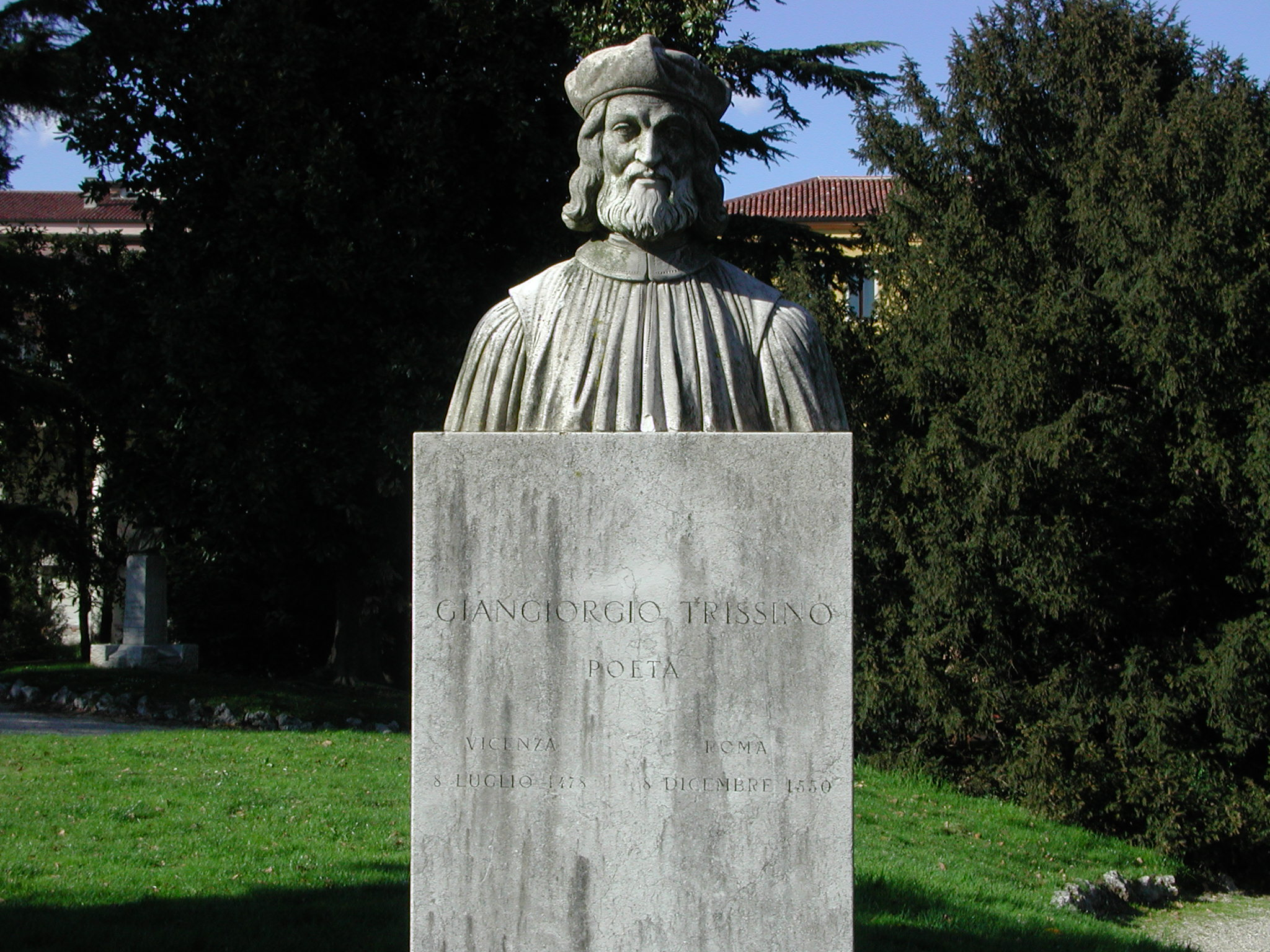
Monumento a Giangiorgio Trissino dal Vello d'Oro, eretto nel 1978, per i 500 anni dalla nascita, nei giardini Salvi di Vicenza

## Il progetto culturale
Egli progettò e attuò una imponente riforma della lingua e della poesia italiane sui modelli classici, cioè la Poetica di Aristotele (da poco riscoperta), i poemi di Omero, e le teorie linguistiche esposte da Dante Alighieri nel De vulgari eloquentia (riscoperto dal Trissino stesso a Padova e pubblicato in traduzione nel 1529); un programma in piena antitesi sia con la moda del petrarchismo di Pietro Bembo, sia con quella del romanzo cavalleresco incarnato supremamente dall'Orlando furioso di Ludovico Ariosto, che allora infuriavano.
Il programma di riforma venne esposto negli anni 1524-1529 attraverso opere diverse, cioè un volume di ortografia e di ortofonetica (Epistola de le lettere nuovamente aggiunte ne la lingua italiana, del 1524, riveduta nel 1529, e dedicata a papa Clemente VII), un volume di teoria della lingua italiana (Il castellano, del 1529, dedicato a Cesare Trivulzio), due manuali di grammatica (Dubbii grammaticali e la Grammatichetta, del 1529) e un manuale di teoria dei generi letterari (Poetica, le prime quattro parti del 1529; le ultime due postume stampate nel 1562). Tali proposte (specie quella di modificare l'alfabeto italiano inserendovi alcune lettere greche così da rendere visibili le differenti pronunce di alcune vocali e di alcune consonanti) e la riscoperta del trattato dantesco furono clamorosi e fecero esplodere in Italia la secolare questione della lingua, idealmente chiusa nel 1840 da I promessi sposi di Alessandro Manzoni.
Questa intensa speculazione teorica ha il suo sbocco fattuale in quattro opere poetiche, tutte molto importanti: la Sofonisba (1524), la prima tragedia regolare della letteratura moderna ("regolare" si definisce un'opera costruita secondo le norme derivate dai testi classici, essenzialmente la Poetica di Aristotele e l'Ars poetica di Orazio), L'Italia liberata dai Goti (1548-1549), il primo poema epico regolare, e I Simillimi (1548) la prima commedia regolare. Si aggiunga un volume di poesie d'amore e di encomio (Rime 1529) di gusto antipetrarchista e ispirato ai poeti siciliani, agli Stilnovisti, a Dante e alla tradizione del Quattrocento, tutte cassate dal Bembo. Anche queste opere sollevarono un grande dibattito, ma saranno destinate ad avere un ruolo centrale nello sviluppo della poesia italiana ed europea, se si considera l'importanza che la tragedia e l'epica, ad esempio, ebbero in tutta Europa. Al Trissino si deve anche l'invenzione dell'endecasillabo sciolto (cioè senza rima) a imitazione dell'esametro classico, anche questa un'invenzione destinata a fama europea.

## Le opere letterarie
La produzione letteraria del poeta comprende opere di diversi generi, non solo poetiche: innanzitutto un Architettura in italiano e incompleto, ricerche sulla numismatica, traduzioni, orazioni varie e opere in latino.
Se ci si concentra solo sugli studi di teoria letteraria e sulle opere poetiche, si ha a che fare con pochi testi, ma tutti rilevantissimi, attraverso i quali il poeta struttura un coerente programma di riforma della poesia italiana sui modelli classici e sulla lingua dantesca ispirato alla Poetica di Aristotele, a Omero e al De vulgari eloquentia, un sistema da opporre sia alle Prose della volgar lingua del Bembo di qualche anno prima (1525), che aveva dato come modelli solo Petrarca e Boccaccio (riducendo, quindi, i generi letterari solo alla lirica e alla novella), sia all'Orlando furioso di Ludovico Ariosto (1532), che definisce un "romanzo cavalleresco" e non un poema epico. Attraverso il proprio programma il poeta verrà a creare una tradizione di gusto classico del tutto nuova in seno alla letteratura moderna, che nei secoli a venire si affiancherà al bembismo sebbene agli inizi gli fu avversario: il sistema trissiniano, infatti, vuole sopperire ai vuoti lasciati dal petrarchismo bembesco e proseguire lo sperimentalismo della tradizione antica e quattrocentesca (la cosiddetta docta varietas). Trissino era l'unico convinto di queste idee, ma era affiancato da Sperone Speroni, Bernardo Tasso (padre di Torquato), Antonio Brocardo, Claudio Tolomei, Angelo Colocci, Mario Equicola e altri.
Volendo sintetizzare, le opere del Trissino si raccolgono intorno a tre date:
- Il 1524, in cui dà alle stampe a Roma la tragedia Sofonisba (composta un decennio prima agli Orti Oricellari) e la prima versione dell'Epistola sulle lettere da aggiungere all'alfabeto latino. Tutte le opere del Trissino stampate in vita sono scritte secondo l'alfabeto da lui congegnato e non con l'alfabeto usuale.
- Il 1529, vero anno campale, vengono date alle stampe sette opere, ossia seconda versione dell'Epistola sulle lettere, la traduzione del De vulgari eloquentia, le prime IV parti della Poetica, il dialogo Il castellano, le Rime, i Dubbi grammaticali e la Grammatichetta.
- Il 1547-1548, in cui dà alla luce il poema L'Italia liberata dai Goti, e la commedia I Simillimi.

### Sofonisba (1524)
La Sofonisba (1524) è la prima tragedia regolare della letteratura europea, destinata a vasta fortuna specie in Francia. Secondo il modello antico, Trissino compone una tragedia in endecasillabi sciolti, che imitano i trimetri giambici (il verso a questa data fa la sua prima apparizione), divisa in quadri da cori rimati: alcuni cori sono canzoni petrarchesche mentre altri, invece, canzoni pindariche (che fanno anch'esse qui la loro prima apparizione e si ritroveranno nella poesia di Luigi Alamanni e poi ancora di Gabriello Chiabrera). L'argomento (con sensibile differenza dai classici antichi) è storico (preso da Tito Livio), non fantastico, mitico o biblico. L'azione, come poi sarà canonico nel teatro regolare, si svolge nello stesso posto (unità di luogo) e nello stesso giorno (unità di tempo) e prevede in scena un numero limitato di persone. Venne recitata per la prima volta nel 1562, durante il carnevale di Vicenza, messa in scena dall'amico e allievo Andrea Palladio. La proposta piacque, tutto sommato, e riscosse successo: l'endecasillabo sciolto, metro nuovo, fu approvato anche dal Bembo (come ricorda Giraldi Cinzio) e divenne da allora in poi il metro quasi canonico del teatro italiano, specie tragico (vedi sotto).

### Rime (1529)
Anche nelle Rime (1529) il poeta si mostra uno sperimentatore e il Petrarca, modello obbligatorio a prescindere dal Bembo, si fonde con immagini derivanti da altre epoche e da altri autori, in special modo la poesia occitana, quella siciliana, gli stilnovisti e Dante, i poeti quattrocenteschi. Nel sistema del Trissino è possibile usare ancora metri come, ad esempio, i sirventesi e le ballate (cassati dal Bembo) o anche introdurre particolari nuovi come "gli occhi neri di guaiaco" della donna amata, immagine inventata dal poeta su un referente quotidiano della cultura cinquecentesca e non in linea con le immagini tipiche del Petrarca.

### Poetica (1529)
Le teorie di questo vasto programma vengono esposte nella Poetica (1529), il primo libro di poetica in Europa a essere modellato sulla Poetica di Aristotele, destinato a fama secolare in tutto il continente. Né banale né senza rischi era, come potrebbe apparire, l'idea di resuscitare dei generi letterari di fatto morti da millenni e lontani per gusto e ispirazione dalla società rinascimentale.
Sul piano linguistico immagina una lingua di ispirazione dantesca e omerica, cortigiana e illustre, che contempli l'innovazione e la tradizione, che sia aperta a una collaborazione ideale fra varie regioni italiane e non sul predominio esclusivo del toscano trecentesco, che ottemperi anche l'inserimento di neologismi e di dialettismi.
Nella poesia lirica si appoggia, sempre dietro Dante, alla tradizione occitana, siciliana, stilnovista e dantesca e anche petrarchesca. Nella metrica saccheggia ampiamente il trecentesco Antonio da Tempo che ancora contempla ballate e sirventesi, generi cassati dal Bembo, come detto, e si mostra vicino allo sperimentalismo della poesia quattrocentesca. Discorre, inoltre, della possibilità di utilizzare in italiano metri di stile greco e latino, come fatto da lui nei cori della Sofonisba, proposta che avrà grande successo nei secoli a venire, specie nella poesia per musica e nel melodramma.
Discorre poi della tragedia, della commedia, dell'ecloga teocritea e del poema omerico, i generi resuscitati dal mondo classico. A ogni genere vengono date ovviamente le proprie regole tratte da Aristotele, cioè le unità di tempo e di luogo, per la tragedia e la commedia, e le unità narrative, per il poema epico. Vengono quindi stabilite le nette differenze fra il "romanzo cavalleresco" e il poema epico vero e proprio. Mentre il primo narra una vicenda fantastica costituita dall'intreccio di molte storie diverse (alcune delle quali destinate a non chiudersi nel poema poiché non necessarie alla conclusione generale della vicenda), nel poema epico la vicenda dovrà essere di matrice storica e dovrà essere unitaria e conclusa: essa cioè dovrà venire raccontata dall'inizio alla fine, e i pochi protagonisti dovranno ruotare tutti attorno a essa. Il genere epico, inoltre, secondo una caratteristica che gli diventerà propria, è investito di un alto valore morale e politico, profondamente pedagogico, ignoto al romanzo, che lo trasformano in un percorso di formazione morale e culturale.
Per questi tre generi nuovi, il poeta propone l'endecasillabo sciolto, corrispettivo moderno dell'esametro e del trimetro giambico classici (vedi paragrafi sottostanti).
Sul piano dello stile e dei registri il poeta rimanda alle teorie dei greci Demetrio Falereo e di Dionigi di Alicarnasso, che ponevano come vertice dello stile poetico l'energia, cioè la capacità di rappresentare visivamente con le parole le cose di cui s sta narrando, prerogativa, per il Trissino, dello stile di Omero e Dante. Sempre dietro Demetrio e Dionigi, Trissino divide la lingua italiana in quattro registri stilistici e non tre, come voluto dalla tradizione medievale e bembesca (la cosiddetta rota Vergilii, secondo la quale esistono tre registri stilistici soltanto: quello basso, esemplificato dalle Bucoliche, quello medio dalle Georgiche, e quello alto o tragico dell'Eneide). Questo veniva a reimpostare daccapo i rapporti ormai consolidati fra genere letterario e registro stilistico, e fu una novità che avrebbe causato non poco l'insuccesso di un poeta il cui punto debole fu proprio lo stile.

### L'Italia liberata dai Goti (1547-1548)

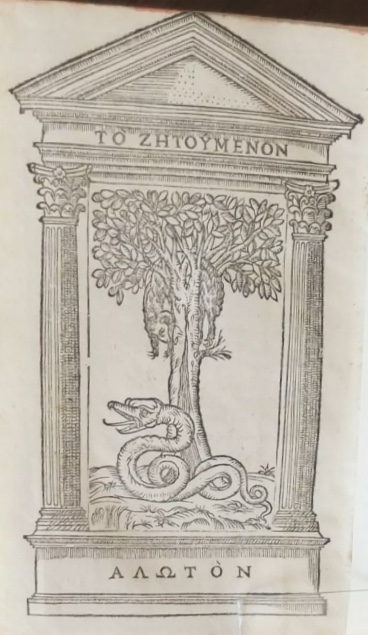
Il frontespizio de L'Italia liberata dai Goti nell'edizione originale del 1547, dove l'editore Tolomeo Ianiculo ha inserito i temi cari all'autore: un tempietto classico, un serpente che minaccia il vello d'oro, il motto in greco che il Trissino si è scelto dall'Edipo re di Sofocle

Dopo venti anni di silenzio dal 1529, il Trissino tornò in scena con L'Italia liberata da' Gotthi, un vastissimo poema di endecasillabi sciolti in ventisette canti, stampato nel 1547 (primi nove canti) e nel 1548 (restanti diciotto), ma iniziato intorno ai primi del secolo, nell'età di papa Leone X. Esso è di fatto il primo poema epico moderno e sarà destinato, come la Sofonisba, a inaugurare un genere del tutto nuovo, in dichiarata antitesi alla tradizione medievale del romanzo cavalleresco che in quegli anni stava sfondando con Ludovico Ariosto.
L'idea è illustrata nella famosa dedica a Carlo V che precede il poema, dove il Trissino dichiara di essersi ispirato ovviamente ad Aristotele e all'Iliade di Omero. Con la guida di Omero e di Demetrio Falereo (e non di Dante) reclama l'uso di un "volgare illustre" che contempli l'inserimento di voci dialettali, arcaiche o anche latine e greche. Lo scopo del poema è "ammaestrare l'imperatore", non solo attraverso dei modelli cavallereschi, ma anche attraverso conoscenze tecniche di architettura, arte militare e via di seguito.
Il poema è quindi ligio a quanto stabilito nella Poetica: la trama è tratta da un accadimento storico, cioè la guerra gotica tra l'imperatore bizantino Giustiniano I e gli Ostrogoti che occuparono l'Italia (per la quale il poeta segue lo storico bizantino Procopio di Cesarea), che viene raccontata interamente, e i (relativamente) "pochi protagonisti" ruotano attorno a essa. I personaggi, a loro volta, saranno specchio di altrettanti vizi e virtù da correggere, in questa crociata che sarebbe anche un percorso di formazione bellica e morale del suo lettore ideale, cioè Carlo V stesso.
Il poema, atteso da vent'anni dai dotti italiani, fu uno dei più clamorosi fiaschi della storia letteraria italiana, come noto, anche se ebbe un impatto profondissimo. Critiche violente vennero da Giambattista Giraldi Cinzio (che ne parla nei suoi Romanzi) e da Francesco Bolognetti, che derisero il poema per la sua imitazione pedissequa dei valori dell'eroismo classico (grandezza e generosità d'animo, nobiltà e gloria), per l'attenzione estrema alla corretta applicazione delle regole aristoteliche, più che alla fluidità della narrazione o al rilievo psicologico dei personaggi, assolutamente frontali. Inoltre, la ripresa parola per parola del modello omerico (ma in generale di tutte le moltissime fonti tradotte dal poeta) fu ritenuta noiosa, e la solennità dell'argomento venne a scontrarsi con la prosaicità dello stile trissiniano, del metro senza rima costruito in maniera formulare (come quello di Omero ovviamente) che rende il dettato fiacco e stereotipato. I lunghi intervalli eruditi, inoltre, in cui il poeta si dilunga nelle descrizioni degli accampamenti, dei monumenti della Roma medievale, di città, architetture, armature, eserciti, giardini, mappe geografiche dell'Italia, precetti morali, massime e apologhi eruditi e via di seguito, soffocano la narrazione epica (nella prima edizione il poema è addirittura corredato da tre cartine geografiche) e rendono il poema di difficile lettura.
Ciò non toglie, tuttavia, che l'Italia liberata abbia un posto di rilievo nella letteratura: la visione di un mondo superiore di eroi solenni e composti nella dignità del loro ideale e della loro missione, tipicamente aristocratici, anticipava le preoccupazioni morali della Controriforma. Sarà proprio alla fine del secolo, infatti, che il poema trissiniano avrà la sua fortuna, col Tasso ma non solo.

### I Simillimi (1548)
Sono l'ultima opera stampata dal poeta (1548) e i modelli sono indicati da lui stesso nella dedica al cardinal Farnese: Aristofane e la Commedia antica (Menandro è stato riscoperto solo nel Novecento), sul modello della quale il Trissino ha fornito la favola dei cori (con l'appoggio anche dell'Arte poetica di Orazio) ma non del prologo. Dichiarata è anche l'ascendenza da Plauto (essenzialmente i Menecmi). Il testo è costruito in versi sciolti, mentre i cori sono costituiti anche da settenari e sono rimati.

## Le opere linguistiche

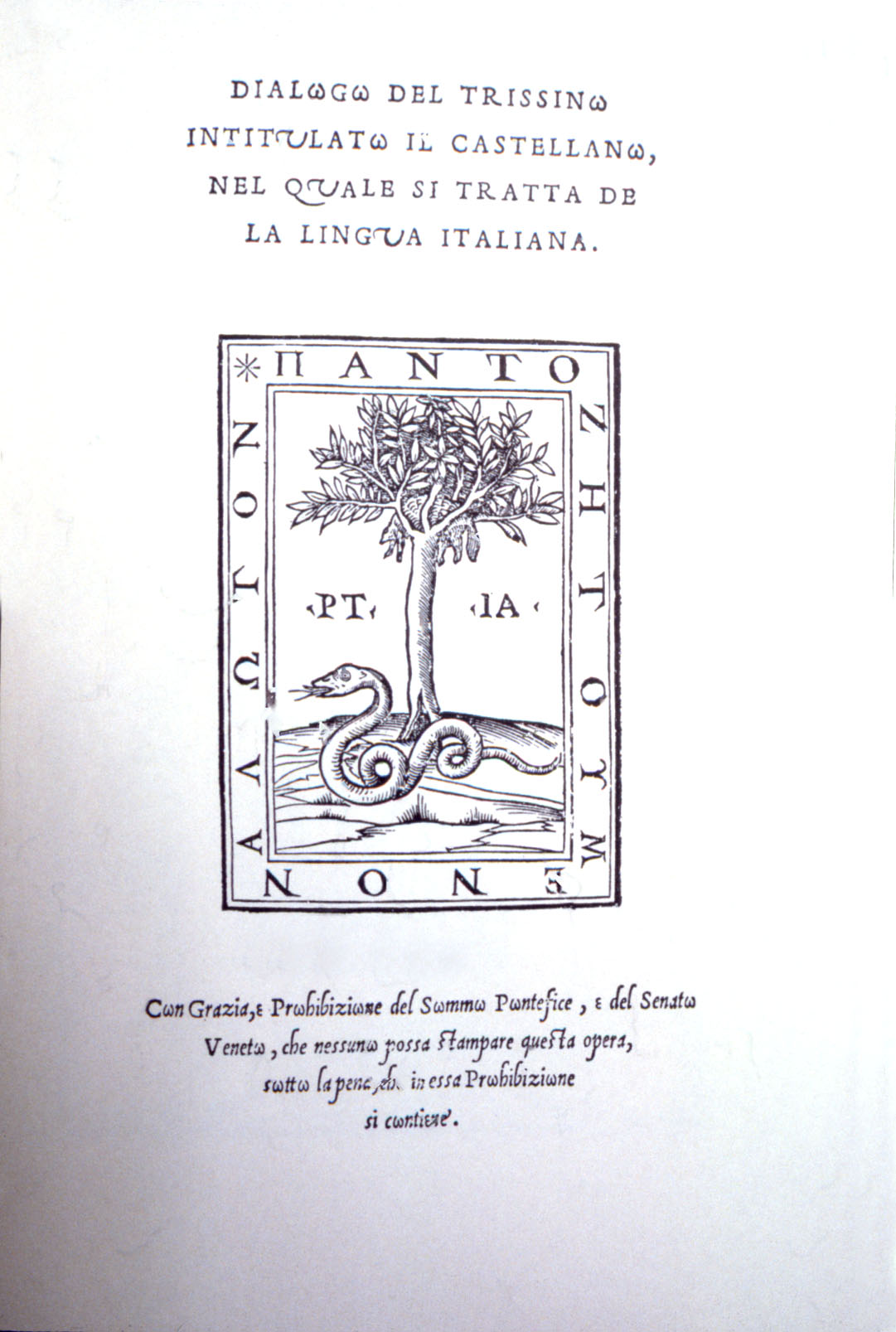
Frontespizio del Castellano di Giangiorgio Trissino, 1529, stampato con lettere aggiunte all'alfabeto italiano da quello greco

I testi linguistici del Trissino sono l'Epistola de le lettere, i Dubbi, la Grammatichetta, il Castellano e la Poetica.

### Epistola de le lettere nuovamente aggiunte ne la lingua italiana (1 ed. 1524, 2 ed. 1529)
Accese discussioni suscitò il suo esordio letterario, cioè la proposta di riformare l'alfabeto italiano contenute nell'Ɛpistola del Trissinω de le lettere nuωvamente aggiunte ne la lingua Italiana (1524) dove Trissino suggerisce l'adozione di alcune vocali e consonanti dell'alfabeto greco al fine di disambiguare suoni diversi resi allora (e ancor oggi) con la medesima grafia come le O, le S e le Z principalmente, il nesso GL, la I semiconsonantica e simili), secondo una serie di equivalenze dette alfabeto della prima foggia.
L'Epistola fu ripubblicata con profonde modifiche però nel 1529 secondo un nuovo sistema di equivalenze detto alfabeto della seconda foggia secondo il quale:
| Nuovo carattere | Pronuncia                      | Distinto da | Pronuncia                  |
| --------------- | ------------------------------ | ----------- | -------------------------- |
| Ɛ ε             | E aperta [ɛ]                   | E e         | E chiusa [e]               |
| Ω ω             | O aperta [ɔ]                   | O o         | O chiusa [o]               |
| V v             | V con valore di consonante [v] | U u         | U con valore di vocale [u] |
| J j             | con valore di consonante J [j] | I i         | I con valore di vocale [i] |
| Ӡ ç             | Z sonora [dz]                  | Z z         | Z sorda [ts]               |

L'opera suscitò un vivo scalpore, ma alcune proposte trissiniane, come l'uso della z al posto della t nelle parole latine che finiscono in -tione (oratione > orazione) o la distinzione sistematica tra la u e la v (uita > vita) nella scrittura, furono accolte nei secoli a venire.

### Il Castellano, la Grammatichetta e i Dubbi grammaticali (1529)
Le idee esposte nell'Epistola vengono ampliate nel Castellano (1529), un dialogo sulla lingua dedicato a Cesare Trivulzio, comandante francese a Milano conosciuto nel 1505-1506. Si ambienta a Castel Sant'Angelo e ha per protagonisti Giovanni di Bernardo Rucellai (il castellano) e Filippo Strozzi, amici degli Orti Oricellari. Il Trissino espone per bocca del Rucellai il suo ideale linguistico, preso dal De vulgari eloquentia, cioè quello di un "volgare illustre o cortigiano", mobile e aperto, fondato in parte sull'uso moderno e concreto della lingua, e in parte sugli autori della tradizione letteraria. Questi autori sono soprattutto Dante e Omero poiché dotati di "energia", cioè della capacità di rendere visibile a parole ciò di cui stanno narrando. Le idee linguistiche del Trissino sollevarono grande clamore (fondate com'erano su un testo la cui paternità dantesca non era ancora assicurata) e fecero scoppiare il secolare dibattito sulla lingua italiana concluso, almeno idealmente, dal Manzoni tre secoli dopo. Fra i molti che parteciparono al dibattito si ricordino il fiorentino Niccolò Machiavelli, al quale il Trissino aveva letto il De vulgari eloquentia sempre agli Orti Oricellari, Pietro Bembo, Sperone Speroni, Baldassarre Castiglione.
La lingua propugnata dal Trissino viene poi illustrata materialmente in grammatiche, la Grammatichetta e i Dubbi grammaticali.
Alla sua tesi si dimostrarono particolarmente sensibili (e ostili) i letterati toscani, ovviamente, visto che Dante stesso asserisce nel trattato che il toscano non è il "volgare illustre". Tra di essi spicca Niccolò Machiavelli, che compose un Dialogo sulla lingua in quegli anni, nel quale reclama la specificità del fiorentino cinquecentesco in opposizione al Bembo (che voleva il fiorentino trecentesco) e anche al Trissino, che nella grammatica di base parte sempre dalla lingua letteraria (anche perché l'unica in grado di assicurare a livelli profondi una similarità fra le varie parlate italiane). Un esempio: se nel toscano quattrocentesco del Poliziano è normale usare lui in funzione di soggetto, il Bembo invece rispolvera egli e lo stesso fa il Trissino. Machiavelli, invece, difende l'uso del lui, normale a Firenze da almeno un secolo.
La riforma trissiniana dell'alfabeto, applicata sistematicamente dal poeta in tutti i suoi scritti (anche negli appunti), è un prezioso documento delle differenze di pronuncia tra toscano e lingua cortigiana, fra lingua letteraria e pronunce nordiche, perché l'autore applicò i propri criteri fonetici nel pubblicare i suoi testi o nell'interpretare alcuni suoni del toscano. La conseguente maggior difficoltà di lettura non favorì la diffusione dei suoi scritti e portò diverse critiche da parte degli autori suoi contemporanei.

## Il profilo religioso del Trissino
Sebbene sia noto come esegeta aristotelico, il Trissino si era formato, invece, sul finire del Quattrocento e nei primi del Cinquecento nelle capitali culturali italiane sature di cultura neoplatonica e mistica: non ci riferiamo solo agli anni a Milano presso il Calcondila (amico di Marsilio Ficino) o a Ferrara presso il Leoniceno, ma soprattutto a quelli trascorsi agli Orti Oricellari fiorentini e nella Roma di Leone X, figlio di Lorenzo de' Medici.
Importanti sono i due ritratti che ci vengono lasciati da due contemporanei. Il primo è il quello di Giovanni di Bernardo Rucellai, che nel poemetto in versi sciolti Le api, dopo aver discusso dell’armonia cosmica e della dottrina ermetico-platonica dell'Anima Mundi, specifica ai vv. 698-704: «Questo sì bello e sì alto pensiero / tu primamente rivocasti in luce / come in cospetto degli umani ingegni / Trissino, con tua chiara e viva voce, / tu primo i gran supplicii d’Acheronte / ponesti sotto i ben fondati piedi / scacciando la ignoranza dei mortali». Insomma il Trissino viene riconosciuto come un interprete del pensiero platonico e, si direbbe, democriteo. Il secondo, invece, riguarda le esposizioni rilasciate al'Inquisizione, dopo la morte del poeta, da parte del Checcozzi, il quale dichiara che il Trissino «faceva discendere le anime umane dalle stelle ne’ corpi e diede a divedere come i passaggi di quelle di pianeta in pianeta fossero stimate altrettante morti e dicesse essere pene infernali non le retribuzioni della vita futura ma le passioni e i vizi» (in B. Morsolin, Giangiorgio Trissino. Monografia di un gentiluomo letterato del secolo XVI, Firenze, Le Monnier, 1894, pp. 364–365). A questo si aggiungano ancora la ripetuta ammissione di credere nella salvezza per sola Grazia (Morsolin, cit., pp. 248–253, 357-378 e 407-43, confermata nell'Epistola a Marcantonio da Mula), cioè di essere a rigore un luterano, e la lunga requisitoria contro il clero corrotto contenuta nell'Italia liberata, requisitoria che però, come rilevato da Maurizio Vitale (in L'omerida italico: Gian Giorgio Trissino. Appunti sulla lingua dell'«Italia liberata da' Gotthi», Istituto Veneto di Scienze ed Arti, 2010), non figura in tutte le stampe del poema ma solo in quelle indirizzate forse in Germania.
Anche Trissino, quindi, auspicava un riordino interno della Chiesa e una sua restaurazione morale, in linea con il generale movimento di riforma che scoppiò nel Rinascimento, senza per questo farne un luterano in senso stretto. Trissino è un tipico esponente della tradizione religiosa pretridentina, in cui il fervido sostegno alla Chiesa romana e la vicinanza coi papi non escludono forti iniezioni di pensiero neoplatonico e neopitagorico, di stoicismo e di astrologia, di tradizione bizantina e millenarismo, in cui Erasmo da Rotterdam, Martin Lutero, Agrippa von Nettesheim, Giovanni Pico della Mirandola, Marsilio Ficino si fondono in una forma religiosa eclettica e ancora tollerata prima dell'apertura del Concilio di Trento (1545-1563). Le persecuzioni inizieranno dopo la morte del poeta, e vi verrà coinvolto, invece, il figlio Giulio, vicino al calvinismo, che subirà l'Inquisizione.
Il poema del Trissino, una vera enciclopedia dello scibile, è molto interessante al riguardo, e queste venature di pensiero religioso inquiete ed eclettiche sono evidenti in maniera palese: si ricordino i famosi angeli del poema che portano nomi di divinità pagane (Palladio, Onerio, Venereo) e che non sono altro che allegorie delle facoltà umane o delle potenze naturali (Nettunio, angelo delle acque, ad esempio, o Vulcano come metonimia del fuoco) come indicato nel De Daemonius di Michele Psello e nel pensiero neoplatonico. Fu questo uno dei punti più bersagliati dai critici contro il poeta, per primo, ancora una volta, Giambattista Giraldi Cinzio.

## Il rapporto con Palladio
Di Andrea Palladio, Trissino curò soprattutto la formazione di architetto inteso come "umanista". Questa concezione risulta alquanto insolita in quell'epoca, nella quale all'architetto era demandato un compito preminentemente di tecnico specializzato. Non si può capire la formazione umanistica e di tecnico specializzato della costruzione dell'architetto Andrea della Gondola, senza l'intuito, l'aiuto e la protezione di Giangiorgio Trissino. È lui a credere nel giovane lapicida che lavora in modo diverso e che aspira a una innovazione totale nel realizzare le tante opere. Trissino gli cambierà il nome in "Palladio", come l'angelo liberatore e vittorioso presente nel suo poema L'Italia liberata dai Goti.
Secondo la tradizione, l'incontro tra il Trissino e il futuro Palladio avvenne nel cantiere della villa di Cricoli, nella zona nord fuori della città di Vicenza, che in quegli anni (1538 circa) sta per essere ristrutturata secondo i canoni dell'architettura classica. La passione per l'arte e la cultura in senso totale sono alla base di questo scambio di idee ed esperienze che si rivelerà fondamentale per la preziosa collaborazione tra i due "grandi". Da lì avrà inizio la grande trasformazione dell'allievo di Girolamo Pittoni e Giacomo da Porlezza nel celebrato Andrea Palladio. Sarà proprio Giangiorgio Trissino a condurlo a Roma nei suoi viaggi di formazione a contatto con il mondo classico e ad avviare il futuro genio dell'architettura a raggiungere le vette più ardite di un'innovazione a livello mondiale, riconosciuta e apprezzata ancora oggi.

## Fortuna e sfortuna
Il sistema letterario inventato dal Trissino non fu il solo tentativo di preservare un rapporto diretto con la cultura classica (in special modo greca), con Dante e con l'umanesimo del Quattrocento, che il sistema bembiano escludeva. Molti altri poeti condividevano le sue idee, infatti, come Antonio Brocardo, Bernardo Tasso, anche loro intenti a inventare nuovi metri su imitazione dei classici. Tuttavia, se si eccettua forse Sperone Speroni, il Trissino fu uno dei pochi che strutturò nella sua Poetica un sistema letterario totale, onnicomprensivo, aristotelico in senso pieno, dove ogni genere è regolato in maniera specifica; e questo gli permetterà di essere un punto di riferimento privilegiato nei secoli a venire.
Bisognerà fare a questo punto una distinzione essenziale fra le opere del Trissino e le sue teorie letterarie. Le opere poetiche, forse con la sola eccezione della Sofonisba e delle Rime, sono notoriamente brutte: lo stile è fiacco e prosaico e la narrazione dispersa in mille meandri eruditi, ragione per cui furono conosciute da tutti, lette e ammirate, ma non apprezzate né imitate dal punto di vista stilistico: l'invenzione del verso sciolto, che sarà centrale nella storia letteraria europea, infatti, non era destinata a fiorire con lui ma solo alla fine del secolo perché venisse accettata entro un poema di genere e di stile alto come quello epico. Le sue teorie invece, trovarono un successo secolare, non solo in Italia ma in molti Paesi europei specie nel Settecento, con la nuova moda del classicismo. Questo specie per quel che riguarda i due generi principali del mondo antico, la tragedia e l'epica, e con essi anche il verso sciolto.

### Italia

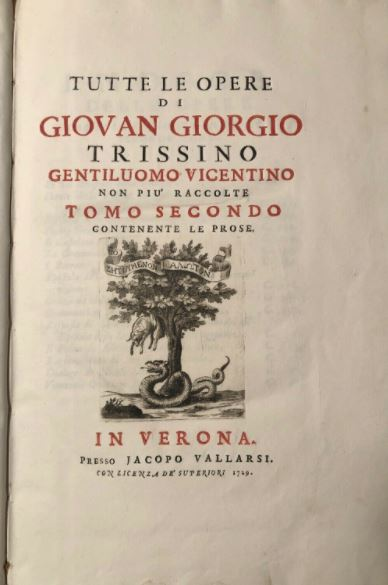
Frontespizio di ogni tomo di Tutte le opere di Giovan Giorgio Trissino, Jacopo Vallarsi editore, Verona 1729, in cui ancora si ritrova il richiamo al vello d'oro, caro al Trissino

In Italia si può dire che il Trissino ebbe grande fortuna col verso sciolto e col poema epico, ma minore col teatro tragico. La Sofonisba, quando uscì, non era in Italia l'unica tragedia di imitazione greca, anche se era la prima: vi erano, infatti, anche quelle di Giovanni di Bernardo Rucellai, composte sempre agli Orti Oricellari. Ma la tragedia ispirata ai modelli greci non trovò terreno in Italia e fu soppiantata presto, già a metà del secolo, da quella 'alla latina', senecana (cioè piena di fantasmi, conflitti, colpi di scena e sangue, shakespeariana insomma), riportata in auge a Ferrara dalle Orbecche di Giambattista Giraldi Cinzio; una linea di gusto che, alla fine del Cinquecento e nel Seicento, si sposerà in pieno col teatro gesuita, di ispirazione anche esso stoica e senecana.
Non così nell'epica e nel verso sciolto. Il poema del Trissino è nominato infatti da tutti i principali autori epici dell'epoca (e spesso in mala fede), da Bernardo Tasso (intento anche lui alla realizzazione del poema Amadigi, che nella prima stesura era in versi sciolti) e Giambattista Giraldi Cinzio (che compose contro l'Italia liberata il volume Dei romanzi), Francesco Bolognetti e via via fino a Torquato Tasso. Quest'ultimo parla spesso dell'Italia liberata nei Discorsi del poema eroico e, sebbene ne rilevi i limiti, la tiene presente chiaramente come modello teorico e anche in molti passaggi della Gerusalemme liberata (fra cui la famosa morte di Clorinda, ripresa da quella dell'amazzone Nicandra, ad esempio). Vale la pena specificare che il titolo di Gerusalemme liberata, infatti, non fu deciso dal Tasso (che nei Discorsi chiama sempre il suo poema Goffredo), ma dallo stampatore Angelo Ingegneri, che doveva aver notato la somiglianza dell'opera tassiana col poema trissiniano.
Mentre nel Rinascimento i critici iniziavano a discutere dei rapporti fra poesia epica e romanzo cavalleresco, si assiste a un lento processo di adattamento del verso sciolto nei poemi narrativi. Dapprima viene usato nei generi minori, come le ecloghe pastorali, i poemetti georgici, gli idilli o le traduzioni, ma alla fine del secolo sarà impiegato in opere imponenti come l'Eneide di Annibale Caro, o nel poema sacro del Mondo creato del Tasso, o nello stile fastoso dello Stato rustico (1606) di Giovanni Vincenzo Imperiale o quello classico di Gabriello Chiabrera (1552-1638) in pieno Barocco. Anzi, proprio il Chiabrera (non a caso allievo di Sperone Speroni) si può dire che sia il grande erede del Trissino, animato come lui dal desiderio di riformare la metrica e di ricreare i generi letterari sui modelli classici. La Poetica è citata dal Chiabrera in punti importanti, sia in difesa del verso sciolto, sia dei generi metrici non bembeschi o nuovi, sia, implicitamente, nella ripresa del mito di Dante e di Omero.
Il Trissino ebbe ancora fortuna anche nel XVIII secolo, con l'edizione in due volumi a cura di Scipione Maffei di Tutte le opere (Verona, Vallarsi, 1729, ancora oggi punto di riferimento indispensabile), e con nove tragedie intitolate Sofonisba, una delle quali di Vittorio Alfieri (1787). Grande fu l'influenza anche nel melodramma: si contano ben quattordici Sofonisba fra il 1708 e il 1843, una delle quali di Christoph Willibald Gluck e una di Antonio Caldara. Ma a parte la fortuna della Sofonisba, considerando che la riforma poetica dell'Accademia dell'Arcadia (1690) si ispira dichiaratamente alla poesia e alla metrica del Chiabrera, possiamo dire che il Trissino sia stato uno dei fondatori della poesia arcadica e capostipite di una tradizione letteraria, anche quella del melodramma settecentesco. Non a caso è uno degli autori più presenti nella Ragion poetica (1708) di Gian Vincenzo Gravina, maestro del giovane Pietro Metastasio, la cui prima opera sarà la tragedia Giustino, una riproposizione quasi letterale del III canto dell'Italia liberata dove si narrano gli amori di Giustino e di Sofia. Alla metà del secolo, nel 1753, Pierfilippo Castelli dedica al poeta una intera monografia (La vita di Giovangiorgio Trissino oratore e poeta). Si può dire, quindi, che non solo nell'epica Trissino abbia avuto fortuna, ma anche nel teatro italiano, anche se nelle forme del melodramma e non quelle della tragedia, come tipico della tradizione italiana. Questo grazie soprattutto alla mediazione del Chiabrera, che seppe rendere le forme metriche del Trissino (prima fra tutte il verso sciolto).
Nell'Ottocento si ricordino l'Iliade di Vincenzo Monti (1810) e l'Odissea di Ippolito Pindemonte (1822), che proseguono la grande storia del verso sciolto nella traduzione italiana, e le considerazioni di tre grandi scrittori. Il primo è Manzoni che, meditando sul romanzo storico, rifletté anche sui rapporti fra creazione poetica e verosimiglianza storica date da Aristotele nello scritto Del romanzo storico e, in genere, de’ componimenti misti di storia e d’invenzione. Il secondo è il Giosuè Carducci che stroncò il poema ne I poemi minori del Tasso (in L'Ariosto e il Tasso) e il terzo è Bernardo Morsolin che compose la biografia del poeta (Giangiorgio Trissino o monografia di un letterato del secolo XVI, 1894).

### Francia
In Francia, invece, si assiste in un certo senso alla situazione opposta e le teorie del Trissino trovarono vasta eco più nel teatro che nel poema epico, questo anche perché in generale il teatro classico francese ha sempre prediletto i modelli greci ai latini e il teatro, in genere, al melodramma. Nel teatro francese l'influenza della Sofonisba sarà forte: la prima rappresentazione documentata in francese è del 1554 nel castello di Blois, davanti alla corte della regina, Caterina de' Medici, non a caso una fiorentina. La corte di Francia era già abituata d'altronde alla poesia italiana di stile classico da almeno trent'anni, dopo il soggiorno presso Francesco I di Francia di Luigi Alamanni. Da qui in poi si conteranno otto Sofonisba fino alla fine del Settecento, una delle quali di Pierre Corneille. Non così invece nell'epica, genere che in Francia trovò poco seguito, e nel verso sciolto, che non si adattò mai nella poesia francese, poco adatta per suo ritmo naturale a un verso senza rima. Voltaire, che amava l'Ariosto, ricorda l'Italia liberata nel suo Saggio sulla poesia epica più che altro per rilevare le pecche del poema.

### Inghilterra
In Inghilterra si ricorda la fortuna del verso sciolto (blank verse) a partire dal XVII secolo, che avrà la sua consacrazione nel Paradiso perduto di John Milton, e le lodi tributate al Trissino da Alexander Pope nel prologo alla Sofonisba di James Thomson (1730).

### Germania
In Germania si ricordano, tra il XVII e il XVIII secolo, tre Sofonisba. Anche Goethe possedeva una copia delle Rime trissiniane

## Opere principali
- Sofonisba, 1524, tragedia
- Ɛpistola del Trissino de le lettere nuωvamente aggiunte ne la lingua Italiana, 1524: Riproduzione fotografica
- De vulgari eloquentia di Dante Alighieri, 1529, traduzione
- Il castellano, 1529, dialogo: Riproduzione fotografica dell'edizione Daelli 1864
- Poetica, 1529, ed. integrale del 1562 in sei parti: Riproduzione fotografica
- Dubbi grammaticali, 1529
- Grammatichetta, 1529
- L'Italia liberata dai Goti, 1547-1548, poema epico
- I Simillimi, 1548, commedia

## Galleria d'immagini

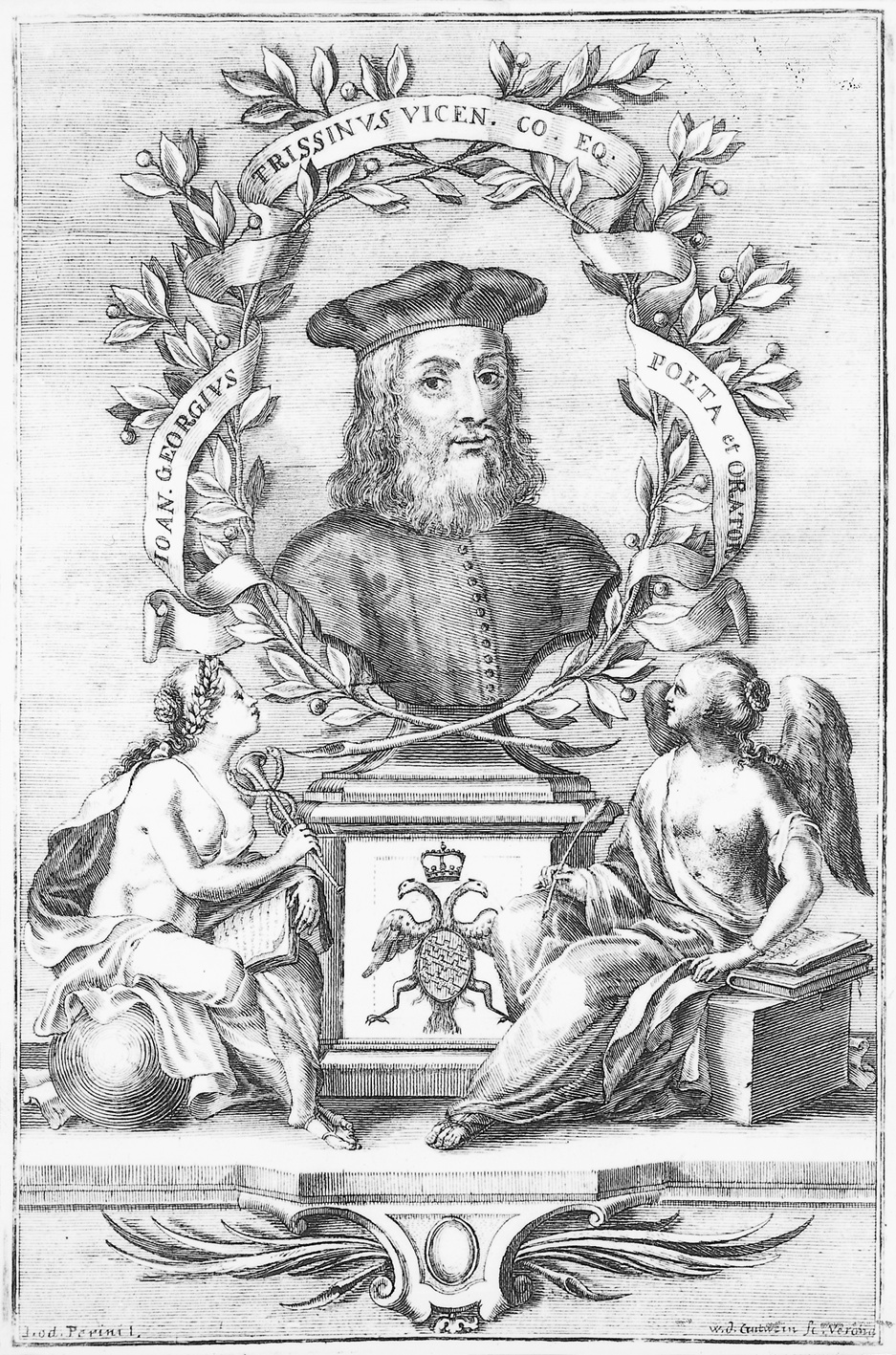
Gian Giorgio Trissino, incisione da Tutte le opere non più pubblicate di Giovan Giorgio Trissino, 1729
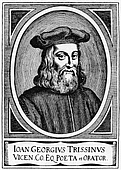
Miniatura di Gian Giorgio Trissino
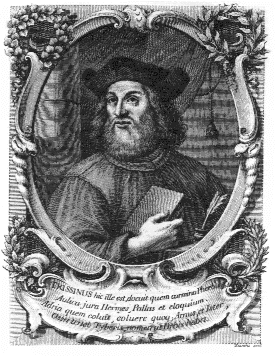
Gian Giorgio Trissino, incisione da Pier Filippo Castelli La vita di Giovangiorgio Trissino, 1753
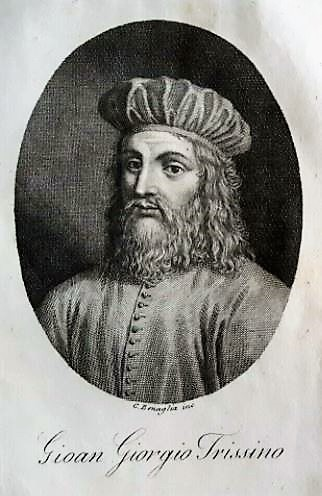
Gian Giorgio Trissino, incisione di C. Benaglia da AA.VV. Teatro italiano antico, Società tipografica de' Classici Italiani, 1808
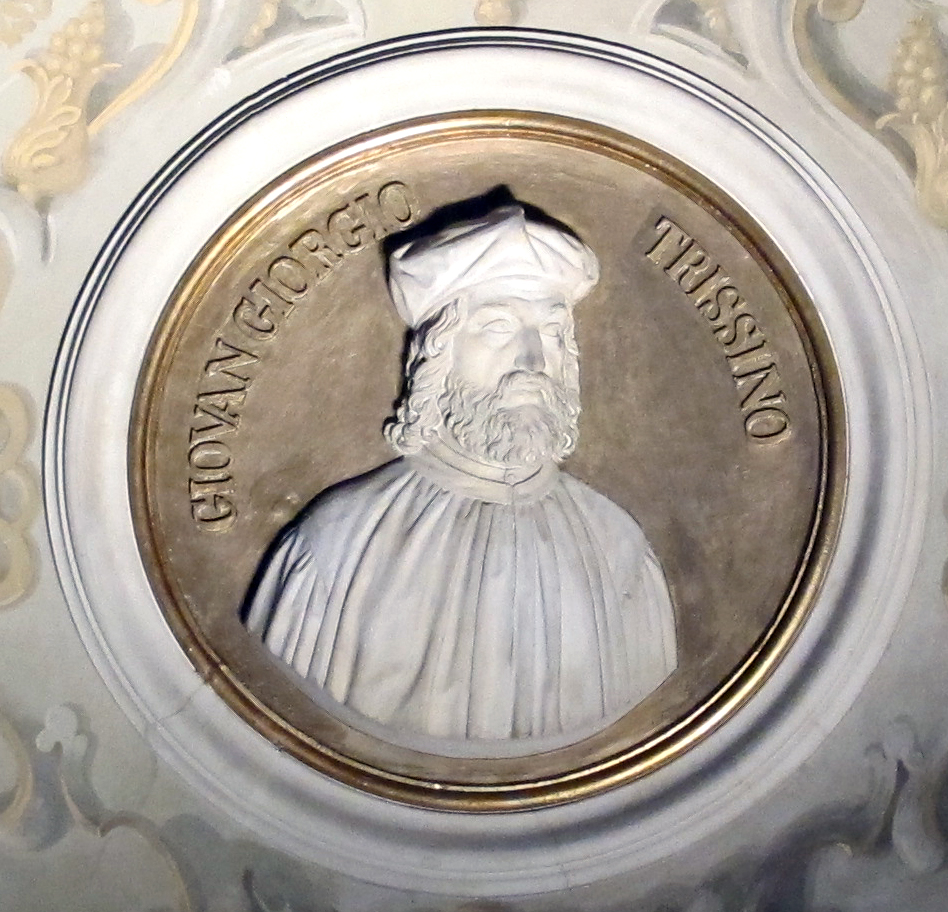
Medaglione posto nel salone di Palazzo Venturi Ginori, a Firenze, raffigurante Giovan Giorgio Trissino, membro dell'Accademia Neoplatonica che lì ebbe sede
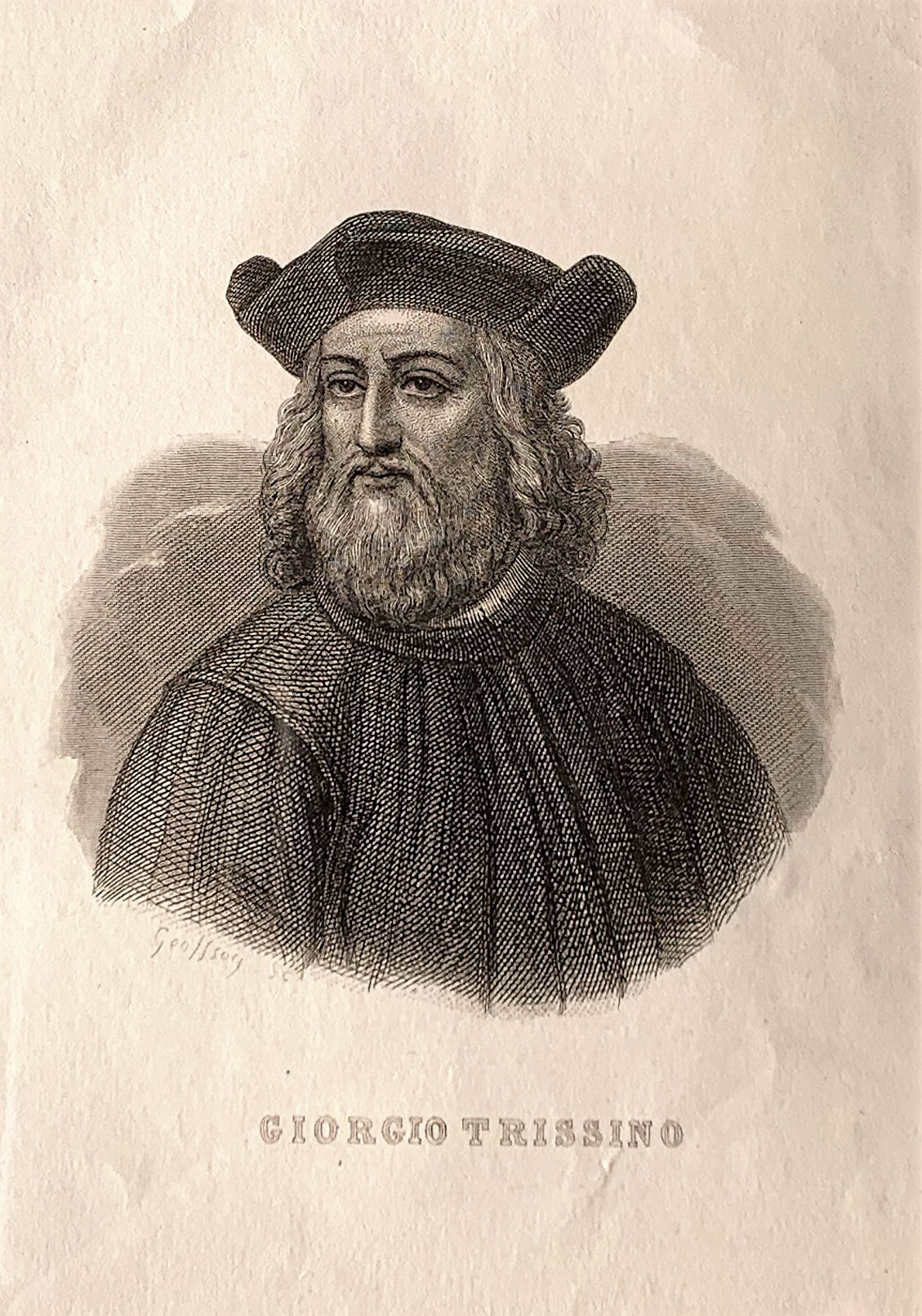
Gian Giorgio Trissino, incisione da Cesare Cantù, Grande illustrazione del Lombardo-Veneto, 1859
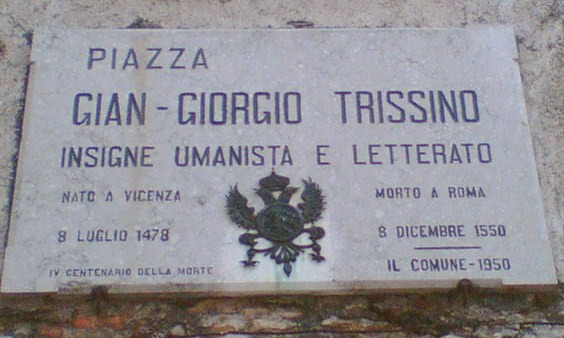
Targa a Trissino, 1950, in piazza Gian Giorgio Trissino
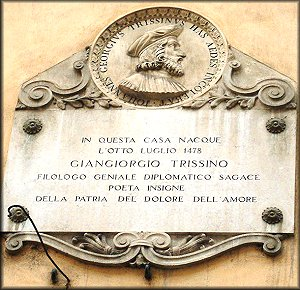
Targa posta sulla casa natale di Gian Giorgio Trissino, in corso Fogazzaro 15 a Vicenza, opera di Bartolomeo Bongiovanni